# Nervure (architecture)
 (janvier 2017).
Si vous disposez d'ouvrages ou d'articles de référence ou si vous connaissez des sites web de qualité traitant du thème abordé ici, merci de compléter l'article en donnant les références utiles à sa vérifiabilité et en les liant à la section « Notes et références ».
Pour les articles homonymes, voir Nervure.

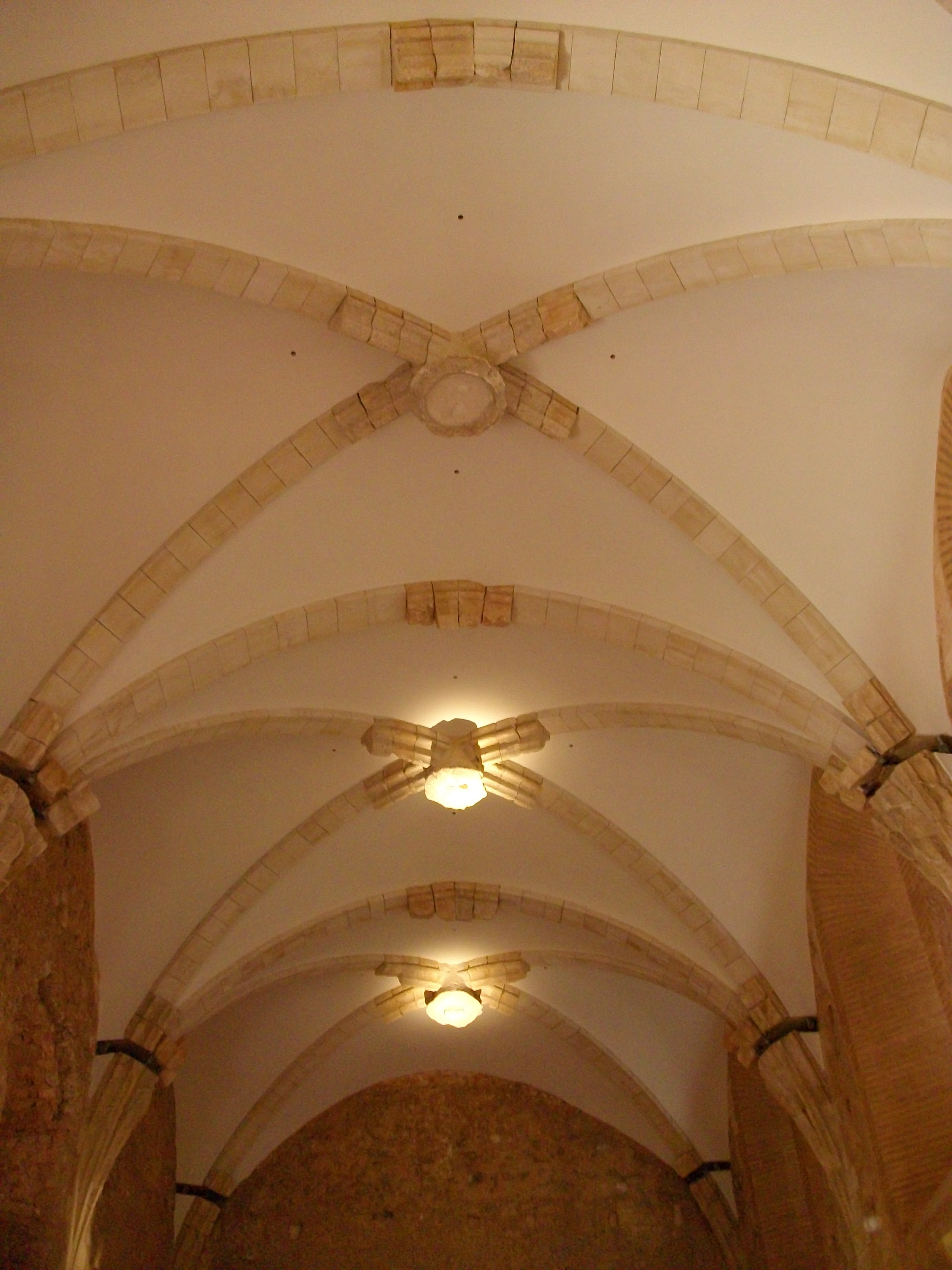
Nervures sous la voûte du réfectoire de l'abbaye Sainte-Marie de la Valldigna.

En architecture, la nervure désigne le membre saillant placé à l'intrados d'une voûte, la moulure sur les côtés des cannelures, sur les arêtes des volutes, sur les angles des pierres, etc.